# José Bonifacio Lafayette de Andrada

José Bonifácio Lafayette de Andrada (Barbacena, 1 de mayo de 1904 - Belo Horizonte, 18 de febrero de 1986) fue un abogado y político brasileño firmante del "Manifiesto de los Mineros", constituyente del Estado de Minas Gerais en 1935 y miembro de la Asamblea Nacional Constituyente de 1946, congresista de ocho mandatos federales y presidente de la Cámara de los Diputados (1968-1970).